# Outlaws Baseball Strasbourg UC
Uniformes
Le Club Outlaws Baseball Strasbourg UC est un club français de baseball et de softball à Strasbourg.
La création du premier club de baseball de Strasbourg remonte à 1974 au sein du Strasbourg Université Club (SUC), l'équipe s'appelait alors les Storks du SUC. Par la suite différents autres clubs se montent, mais en 1997 ces différents club fusionnent sous la bannière de la Section Baseball du Strasbourg Université Club afin de mutualiser leurs moyens, et deviennent les Outlaws de Strasbourg.
Les équipes fanions de ce club évoluent actuellement en division Nationale 1 pour le baseball et Nationale 1 pour le softball masculin.